# Fernandezina grismadoi
Espèce
Fernandezina grismadoi est une espèce d'araignées aranéomorphes de la famille des Palpimanidae.

## Distribution
Cette espèce est endémique du département de Caquetá en Colombie,. Elle se rencontre dans le parc national naturel de la Serranía de Chiribiquete à Solano.

## Description
Le mâle holotype mesure 2,51 mm.

## Étymologie
Cette espèce est nommée en l'honneur de Cristian José Grismado.

## Publication originale
- Martínez & Gutierrez, 2021 : « A new species of the genus Fernandezina Birabén, 1951 (Araneae: Palpimanidae: Otiothopinae) from Colombia. » Zootaxa, no 4949(3), p. 596-600.